# Potamogeton nodosus
Potamogeton nodosus là một loài thực vật có hoa trong họ Potamogetonaceae. Loài này được Poir. miêu tả khoa học đầu tiên năm 1816.